# Alexander ALX200
Alexander ALX200 — коммерческий автобус среднего класса производства Walter Alexander Coachbuilders, предназначенный для эксплуатации в странах с левосторонним движением.

## История
Впервые автобус Alexander ALX200 был представлен весной 1996 года. За его основу были взяты шасси Dennis Dart SLF и Volvo B6LE.
Автобус Alexander ALX200 эксплуатировался в Гонконге, Великобритании, Ирландии, Уэльсе, США и Нидерландах.
Производство завершилось в 2001 году.